# Pierre levée de la Grouas

La pierre levée de la Grouas, appelée aussi pierre droite ou palet de Gargantua ou cromlech des Noyers, est un menhir situé sur la commune de Martigné-Briand, dans le département français de Maine-et-Loire.

## Protection
L'édifice est inscrit au titre des monuments historiques en 1982.

## Description
Le menhir se présente comme un prisme rectangulaire en grès à sabals mesurant 2,90 m de hauteur. Selon une description donnée par Henri de Nerbonne en 1843, le menhir serait le dernier exemplaire d'un ensemble de huit menhirs, que certains ont hâtivement qualifié de cromlech. Parmi ces huit pierres, la description de Nerbonne inclut le polissoir de la Grouas situé à environ 150 m à l'ouest.
De nombreuses haches polies et débris de silex taillés ont été trouvés à proximité de ces mégalithes.

## Folklore
Selon la tradition locale, la pierre levée est un palet lancé par Gargantua qui visait un autre menhir, désormais détruit, qui était situé à environ 400 m au nord-est, entre l'actuel château des Noyers et le Layon. La pierre tournerait sur elle-même aux douze coups de midi.